# While My Guitar Gently Weeps
«While My Guitar Gently Weeps» (с англ. — «Пока моя гитара тихо плачет») — песня группы The Beatles с одноимённого альбома (также известного как «Белый Альбом»). Автор слов и музыки — Джордж Харрисон.
«While My Guitar Gently Weeps» включена в список «500 величайших песен всех времён» по версии журнала Rolling Stone под номером 136, и в список 100 лучших гитарных песен под номером 7. Британский журнал New Musical Express включил данную композицию в свой список «500 величайших песен всех времён», разместив её на 382-й позиции.

## Сочинение и запись
Вдохновение пришло к Джорджу Харрисону, когда он читал «Книгу Перемен». Битл впоследствии рассказал, что, задумавшись о идее релятивизма в восточной культуре, он открыл случайную книгу, и, увидев в ней слова «gently weeps», немедленно принялся сочинять песню.
Песня изначально не вызвала особого интереса у других членов группы. Были записаны несколько вариантов, включая как чисто акустические, так и более электрические. Ни одна из них не подходила для альбома. Соло-партию исполняли то Харрисон, то Джон Леннон — но она не звучала так, как хотелось бы. Тогда Джордж пригласил своего друга Эрика Клэптона, который и исполнил соло. По словам битлов, присутствие Клэптона разрядило атмосферу напряжения в группе, возникшую на закате их творчества.
«Освобождённый» от соло-партии, Харрисон исполнил вокальную партию и партию ритм-гитары в этой песне.

## В записи участвовали
The Beatles
- Джордж Харрисон — дважды наложенный вокал, бэк-вокал, акустическая гитара, орган Хаммонда
- Джон Леннон — электрогитара с тремоло
- Пол Маккартни — гармонический вокал, фортепиано, бас-гитара
- Ринго Старр — барабаны, тамбурин, кастаньеты

Дополнительный музыкант
- Эрик Клэптон — соло-гитара (не указан)

## Дополнительные факты
- В 2004 году на церемонии введения Джорджа Харрисона в Зал славы рок-н-ролла композицию исполнили Джефф Линн, Том Петти, Стив Уинвуд, Билли Престон и сын самого Харрисона. Соло на электрогитаре сыграл Принс[5].
- В финальных титрах американского анимационного фильма «Кубо. Легенда о самурае» 2016 года звучит кавер-версия песни в исполнении Регины Спектор.
- В 2013 году кавер на эту песню сделала панк-группа «План Ломоносова», записав бонусный трек к своему второму альбому.

## Иноязычные версии
- Кам’яний Гість, украинская версия (2012, альбом «60/70»)